# شافونتي زيلوس
شافونتي زيلوس (بالإنجليزية: Shavonte Zellous)‏ مواليد 28 أغسطس 1986، هي لاعبة كرة سلة أمريكية. بدأت مسيرتها الاحترافية في سنة 2009. تم اختيارها من قبل فريق ديترويت شوك خلال الدرافت. تلعب مع نيويورك ليبرتي في دوري الاتحاد الوطني لكرة السلة النسائية. وتحمل الرقم 1. فازت بلقب دوري المحترفات.

## المسيرة الاحترافية
لعبت مع ديترويت شوك في سنة 2009، ثم لعبت مع نادي بشكتاش لكرة السلة للسيدات في موسم 2009–2010، ثم لعبت مع إنديانا فيفر من سنة 2010 إلى 2015، ثم لعبت مع رامات هاشارون في سنة 2011، ثم لعبت مع نادي غلطة سراي لكرة السلة للسيدات في موسم 2013–2014، ثم لعبت مع تلسا شوك في موسم 2014–2015، ثم لعبت مع نادي فنربخشة لكرة السلة للسيدات في موسم 2014–2015، ثم لعبت مع نيويورك ليبرتي في سنة 2016.

## روابط خارجية
- شافونتي زيلوس على موقع الاتحاد الدولي لكرة السلة (الإنجليزية)
- شافونتي زيلوس على موقع الاتحاد الوطني لكرة السلة النسائية (الإنجليزية)
- شافونتي زيلوس على موقع كرة السلة الأوروبية.كوم (الإنجليزية)
- شافونتي زيلوس على موقع كلية كرة السلة في سبورتس رفرنس.كوم (الإنجليزية)
- شافونتي زيلوس على موقع بروبوليرز (الإنجليزية)
- شافونتي زيلوس على موقع سبورتس رفرنس (الإنجليزية)